# روني دان (مغني)
روني دان (بالإنجليزية: Ronnie Dunn)‏ هو مغني ومغن مؤلف أمريكي، ولد في 1 يونيو 1953 في كولمان في الولايات المتحدة.

## وصلات خارجية
- الموقع الرسمي
- روني دان على موقع IMDb (الإنجليزية)
- روني دان على موقع الموسوعة البريطانية (الإنجليزية)
- روني دان على موقع ميوزك برينز (الإنجليزية)
- روني دان على موقع قاعدة بيانات برودواي على الإنترنت (الإنجليزية)
- روني دان على موقع إن إن دي بي (الإنجليزية)
- روني دان على موقع أول ميوزيك (الإنجليزية)
- روني دان على موقع ديسكوغز (الإنجليزية)
- روني دان على موقع قاعدة بيانات الفيلم (الإنجليزية)